# Microregione di Guajará-Mirim
 Guajará-Mirim è una microregione dello Stato della Rondônia in Brasile, appartenente alla mesoregione di Madeira-Guaporé.

## Comuni
Comprende 3 comuni:
- Costa Marques
- Guajará-Mirim
- São Francisco do Guaporé